# El Oxford de Lyra
El Oxford de Lyra es una novela corta de fantasía escrita por Philip Pullman, la cual, fue publicada en 2003. Transcurre dos años después de los eventos acontecidos en La Materia Oscura, con Lyra Lenguadeplata ayudando al daimonion pájaro de una bruja a encontrar a un extraño alquimista. Está conformada por el relato Lyra y los Pájaros, así como por numerosos extras que expanden el mundo de Lyra; entre ellos, un mapa desplegable de Oxford y documentos oficiales.

## Lyra y los Pájaros
Una tarde tranquila, mientras Lyra y Pan contemplaban las aves desde la torre del Jordan College en Oxford, observan cómo una bandada de estorninos atacan y persiguen al daimonion pájaro de una bruja. Abriendo la compuerta del tejado, Lyra y Pan consiguen rescatar al daimonion, quien se presenta como Ragi y les pide que lo ayuden a encontrar a un hombre llamado Sebastian Makepeace. Valiéndose de unas guías telefónicas y la ayuda del doctor Malcolm Polstead, Lyra consigue encontrar la dirección de Makepeace en Juxon Street (Jericó) y descubre que fue un antiguo alquimista del Jordan College. Esa misma noche, Lyra escapa del Saint Sophia’s College para conducir a Ragi a Juxon Street, quien les explica que su bruja, Yelena Pazhets, está gravemente enferma y espera que Sebastian Makepeace sea capaz de crear una cura que pueda salvarla. Según Ragi, es por esta misteriosa enfermedad por lo que los pájaros lo han estado atacando.
A medida que avanzan hacia la casa de Sebastian Makepeace, Pan empieza a sospechar del daimonion de la bruja y aprovecha que está distraído para mirar por la ventana. En su interior, logra ver a la mismísima Yelena Pazhets junto a un hombre tumbado en el suelo que parece haber muerto: el alquimista. Sospechando que Ragi les ha tendido una trampa, Lyra continúa su camino por la calle, atrayendo la atención del daimonion pájaro y, posteriormente, atrapándolo en el aire. Yelena, quien había oído los chillidos de súplica de su daimonion, sale de la casa para matar a Lyra con su puñal, pero ésta decide hacerla frente, recordando la valentía de Will. No obstante, antes de que la bruja pueda acercarse más a Lyra, es atacada por un cisne, el cual, choca violentamente contra ella, rompiéndole la espalda. Aún viva, la bruja intenta arrastrarse hacia Lyra, pero acaba sucumbiendo a sus heridas y muere. Lyra recoge al cisne herido y lo devuelve al canal que hay enfrente de la casa. 
En ese momento, es sorprendida por un recuperado Sebastian Makepeace, quien conduce a Lyra hacia su casa y la explica todo lo ocurrido: muchos años atrás, Sebastian y Yelena habían sido amantes, y juntos tuvieron un hijo que participó en la guerra de Lord Asriel contra la Autoridad. Yelena, quien había luchado en el bando contrario, mató inconscientemente a su hijo y culpó de lo ocurrido a Sebastian por haberlo “corrompido” con los valores de Asriel; y a Lyra por haber “desencadenado” aquella guerra. Dispuesta a vengarse de ellos, Yelena tramó un plan: atraería a Lyra hacia la casa de Sebastian Makepeace, donde la bruja ya lo habría drogado, y la mataría allí mismo, incriminándolo del asesinato.
Conscientes en ese momento de que una multitud ha empezado a concentrarse en torno al cuerpo de la bruja, Makepeace ayuda a Lyra a escapar por el jardín trasero, regresando así al Saint Sophia’s College. Una vez allí, Lyra y Pan reflexionan sobre los acontecimientos del día, interpretando que los pájaros en realidad estaban defendiendo a Lyra, como si de alguna manera, Oxford también la estuviese protegiendo. Satisfechos con esa resolución, Lyra y Pan vuelven a su habitación a acostarse, no sin antes dejar en el alféizar de la ventana migas para los pájaros.  

## Extras
Acompañando al relato Lyra y los Pájaros, se presentan numerosos extras que conectan directamente con La Materia Oscura y El Libro de la Oscuridad:
- Mapa desplegable de Oxford.
- Postal de Mary Malone a su hermana Ángela Gorman. Contiene cuatro fotos pertenecientes a lugares emblemáticos de La Materia Oscura: el banco donde Lyra y Will prometen reunirse todos los años en el Jardín Botánico, el laboratorio de física donde trabaja Mary, la hilera de árboles donde Will encontró la ventana a Cittàgazze y la casa de Lord Boreal.
- Catálogos y libros de viaje publicados por Smith and Strange Ltd.
- Listado de mapas publicados por El Trotamundos.
- Folleto del Crucero S.S. Zenobia y su itinerario a Oriente Medio. Incluye una anotación escrita a mano que dice “Café Antalya, Süleiman Square, 11 a.m”. En La Comunidad Secreta se revela como uno de los objetos que Lyra y Pan encuentran en la cartera de Hassall.
- Páginas de un Baedeker sobre Jericó, en donde se describen como lugares de interés Juxon Street, la Fundición Eagle, el Canal de Oxford, Fell Press y el Oratorio de St. Barnabas el Químico.